# Anton Melbye
Daniel Hermann Anton Melbye (13. února 1818 Kodaň – 10. ledna 1875 Paříž) byl dánský malíř a fotograf. Studoval na Dánské královské akademii výtvarných umění a byl soukromým žákem Christoffera Wilhelma Eckersberga. Dosáhl mezinárodního úspěchu jako námořní umělec, velmi cestoval, zejména do Maroka a Turecka.

## Malby
Jeho obrazy jsou realistické, často ozvláštněny dramatickým světlem a povětrnostními vlivy.

## Fotografie
Pořizoval také jako jeden z prvních Dánů daguerrotypie, techniku, kterou se naučil od samotného vynálezce této techniky - L. Daguerra.

## Ocenění a výstavy
Ve Francii získal Řád čestné legie a když se vrátil do Dánska, získal Řád Dannebrog.
Od roku 1840 vystavoval v galerii Charlottenborg v Kodani od roku 1847 na Pařížském Salonu, v roce 1862 v Londýně a v Hamburku, v Berlíně na Akademii umění a v Bruselu.

## Galerie

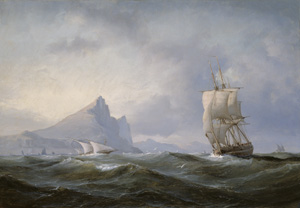
Anton Mebye: Loď v Gibraltaru, 1851
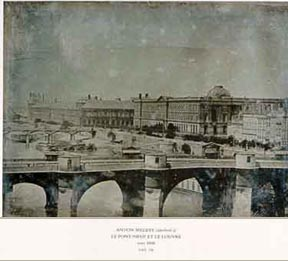
Anton Melbye: Le Pont Neuf, daguerrotypie, 1848
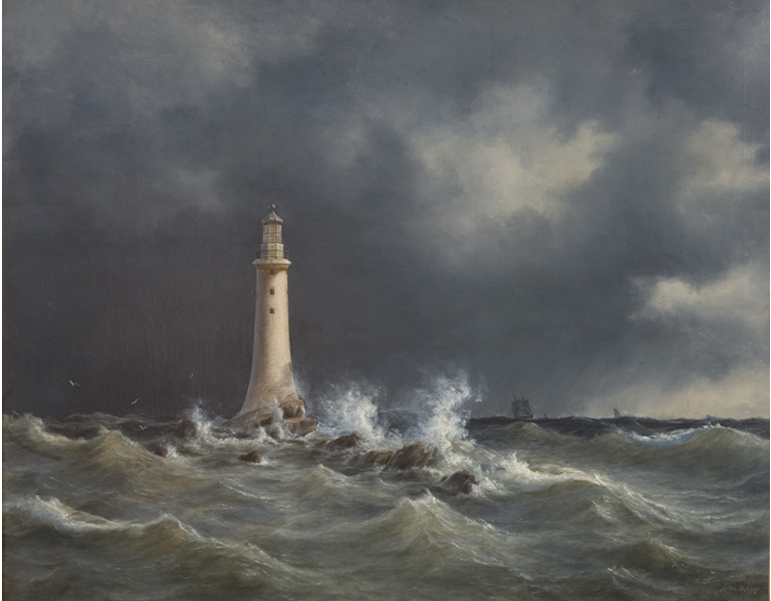
Maják v Eddystone, 1846
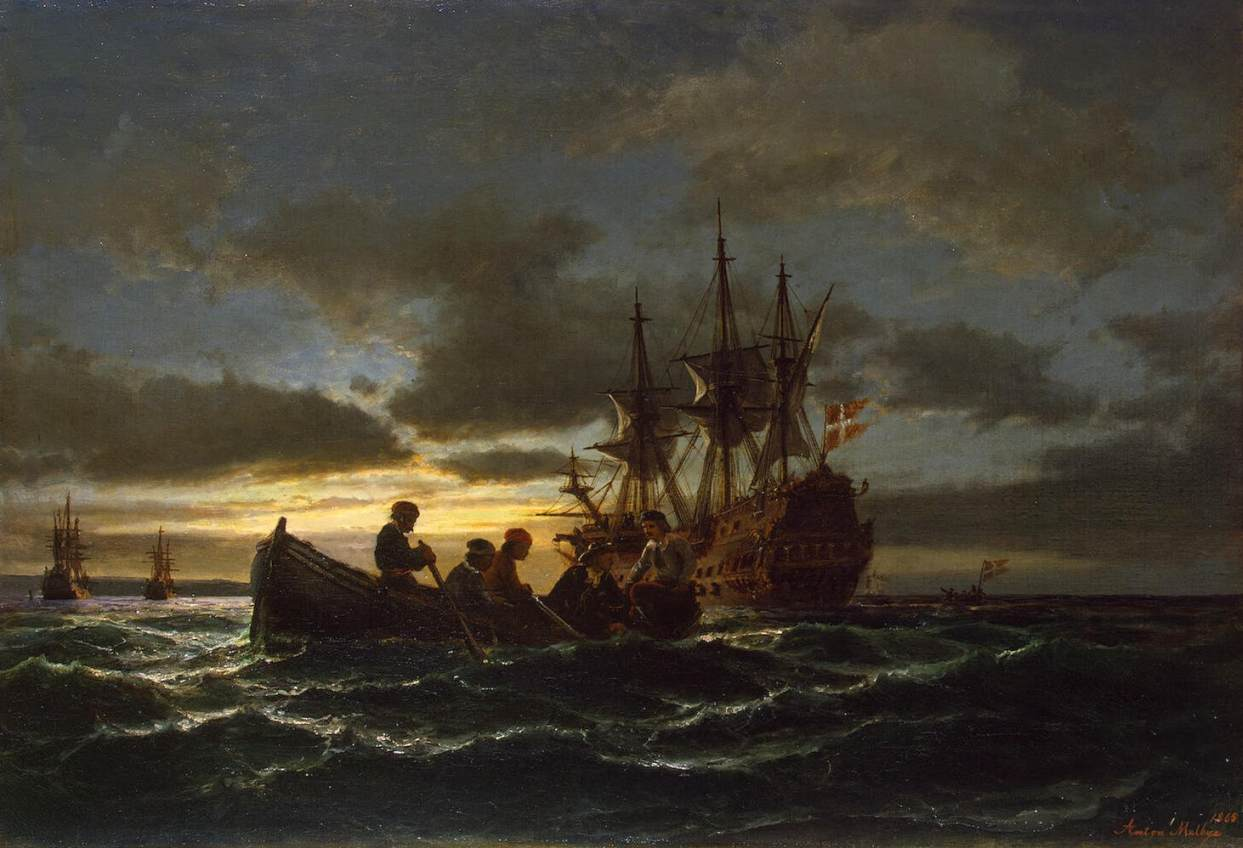
Moře v noci
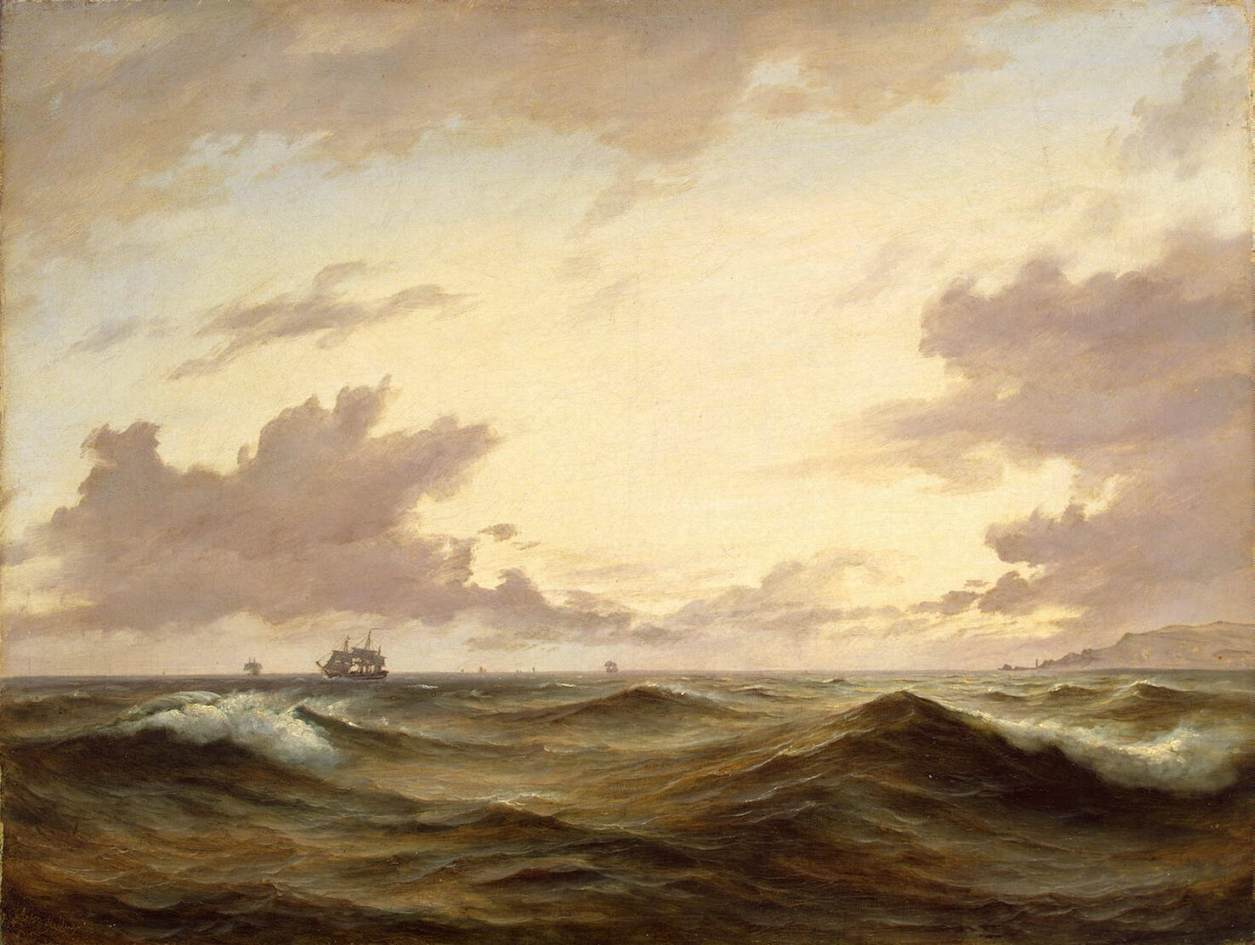
Seascape
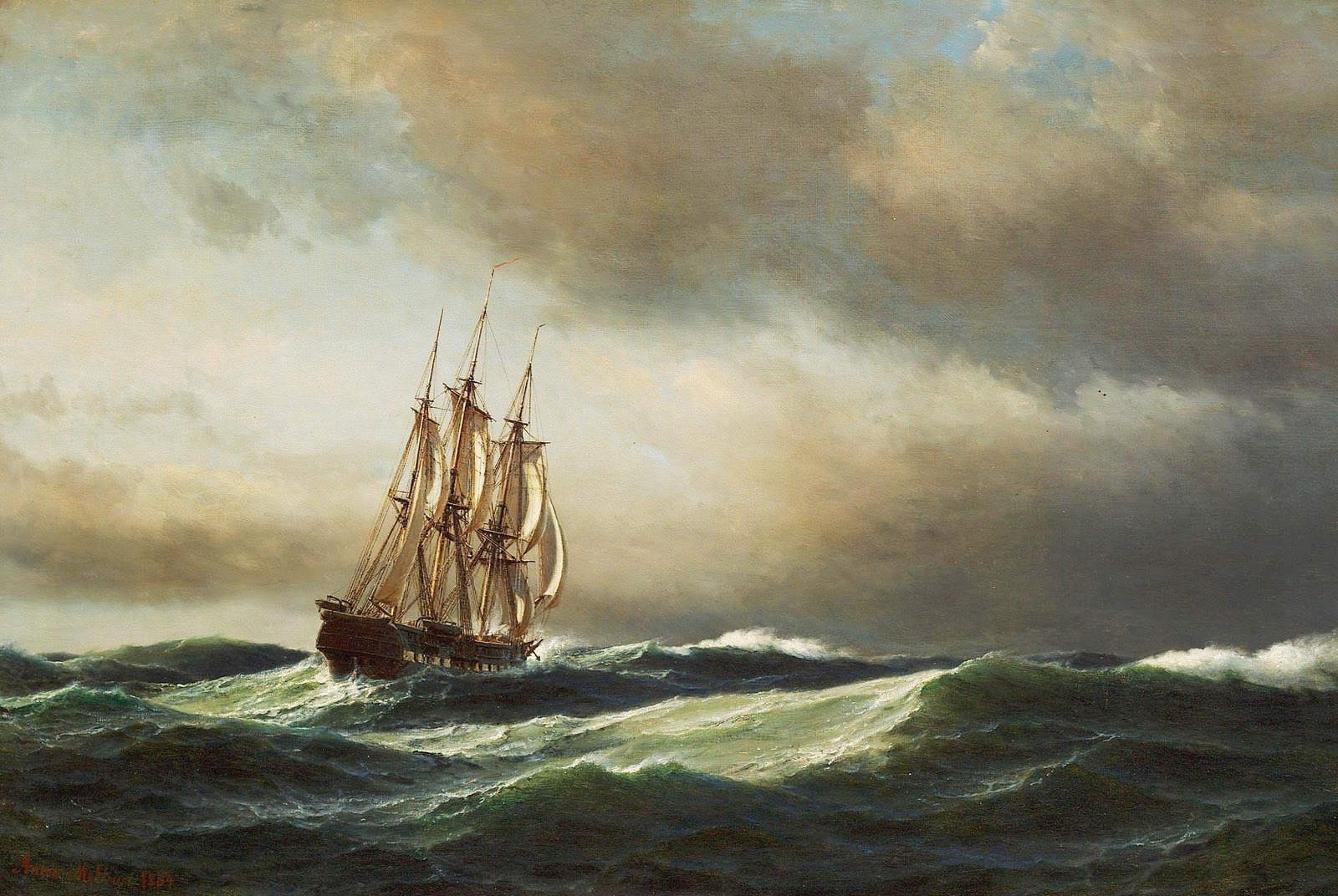
View of the Adriatic